# Liste der denkmalgeschützten Objekte in Nußdorf am Attersee
Die Liste der denkmalgeschützten Objekte in Nußdorf am Attersee enthält die denkmalgeschützten, unbeweglichen Objekte der oberösterreichischen Gemeinde Nußdorf am Attersee.

## Denkmäler
| Foto |                 | Denkmal                                                                                        | Standort                                          | Beschreibung | Metadaten |
| ---- | --------------- | ---------------------------------------------------------------------------------------------- | ------------------------------------------------- | --- | --- |
| ja   | Datei hochladen | Kath. Pfarrkirche hl. Mauritius mit Friedhof HERIS-ID: 52439 Objekt-ID: 59223                  | Dorfstraße 39a, in der Nähe Standort KG: Nussdorf | Eine einschiffige Kirche aus der zweiten Hälfte des 15. Jahrhunderts, wobei das Langhaus 1818/19 seitlich erweitert wurde. Der Hochaltar stammt aus dem Jahr 1836. | BDA-Hist.: Q16855653 Status: § 2a Stand der BDA-Liste: 2025-06-30 Name: Kath. Pfarrkirche hl. Mauritius mit Friedhof GstNr.: 40/3, 42/2, .1/1, 41/1 Pfarrkirche hl. Mauritius, Nußdorf am Attersee |
| ja   | Datei hochladen | Ehem. Villa Ransonnet, Seminarhotel Grafengut und Bootshaus HERIS-ID: 102372 Objekt-ID: 118769 | Dorfstraße 65 Standort KG: Nussdorf               | → Hauptartikel : Grafengut f1 | BDA-Hist.: Q37790446 Status: § 2a Stand der BDA-Liste: 2025-06-30 Name: Ehem. Villa Ransonnet, Seminarhotel Grafengut und Bootshaus GstNr.: 138/2, .1/11                                           |
| ja   | Datei hochladen | Jungsteinzeitliche Pfahlbaustation Nußdorf HERIS-ID: 112309 Objekt-ID: 130422seit 2014         | Standort KG: Nussdorf                             | Die jungsteinzeitliche Pfahlbaustation Nußdorf hat eine Größe von 0,9 ha und erstreckt sich über 200 Meter entlang des Attersee-Westufers. Sie war ungefähr von 3500 bis 2500 Jahren vor unserer Zeitrechnung besiedelt. Wurmbrand vermutete bereits im Jahre 1870 eine Pfahlbaustation an dieser Stelle. Es dauerte jedoch bis 1983, ehe Johann Offenberger die Station im Rahmen einer systematischen Suche entdeckte. Am Seegrund sind keine Pfahlreste zu erkennen, sie sind von einer dicken Schicht Mergel und kalkhaltigem Schlamm bedeckt. Deshalb gehört die Station zu den am besten erhaltenen im Attersee. | BDA-Hist.: Q37830411 Status: Bescheid Stand der BDA-Liste: 2025-06-30 Name: Jungsteinzeitliche Pfahlbaustation Nußdorf GstNr.: 2755/1, .1/11                                                       |